# Formation marno-calcaire

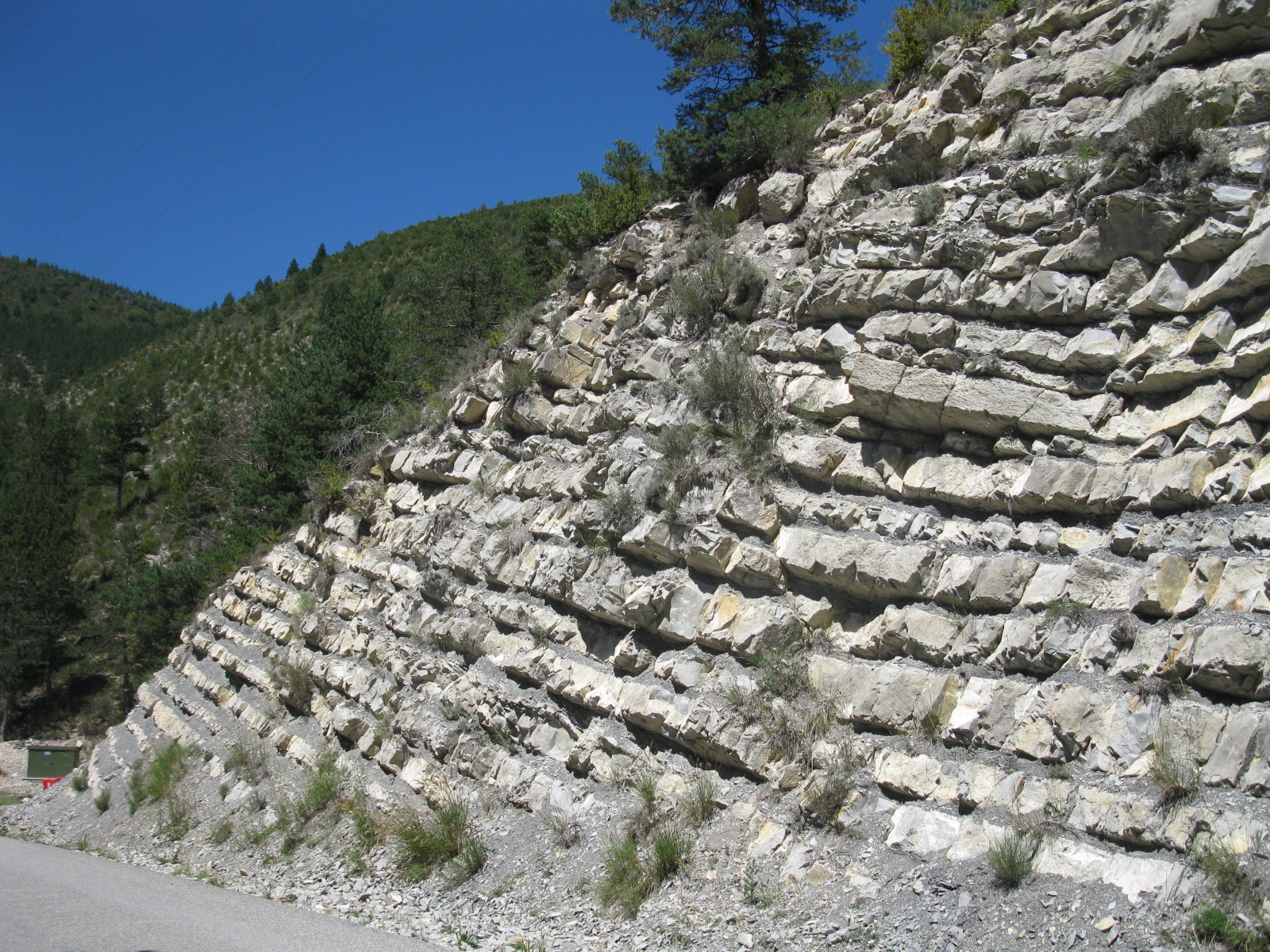
Formation marno-calcaire du stratotype du Barrémien (Crétacé inférieur) à Angles, dans le département des Alpes-de-Haute-Provence.

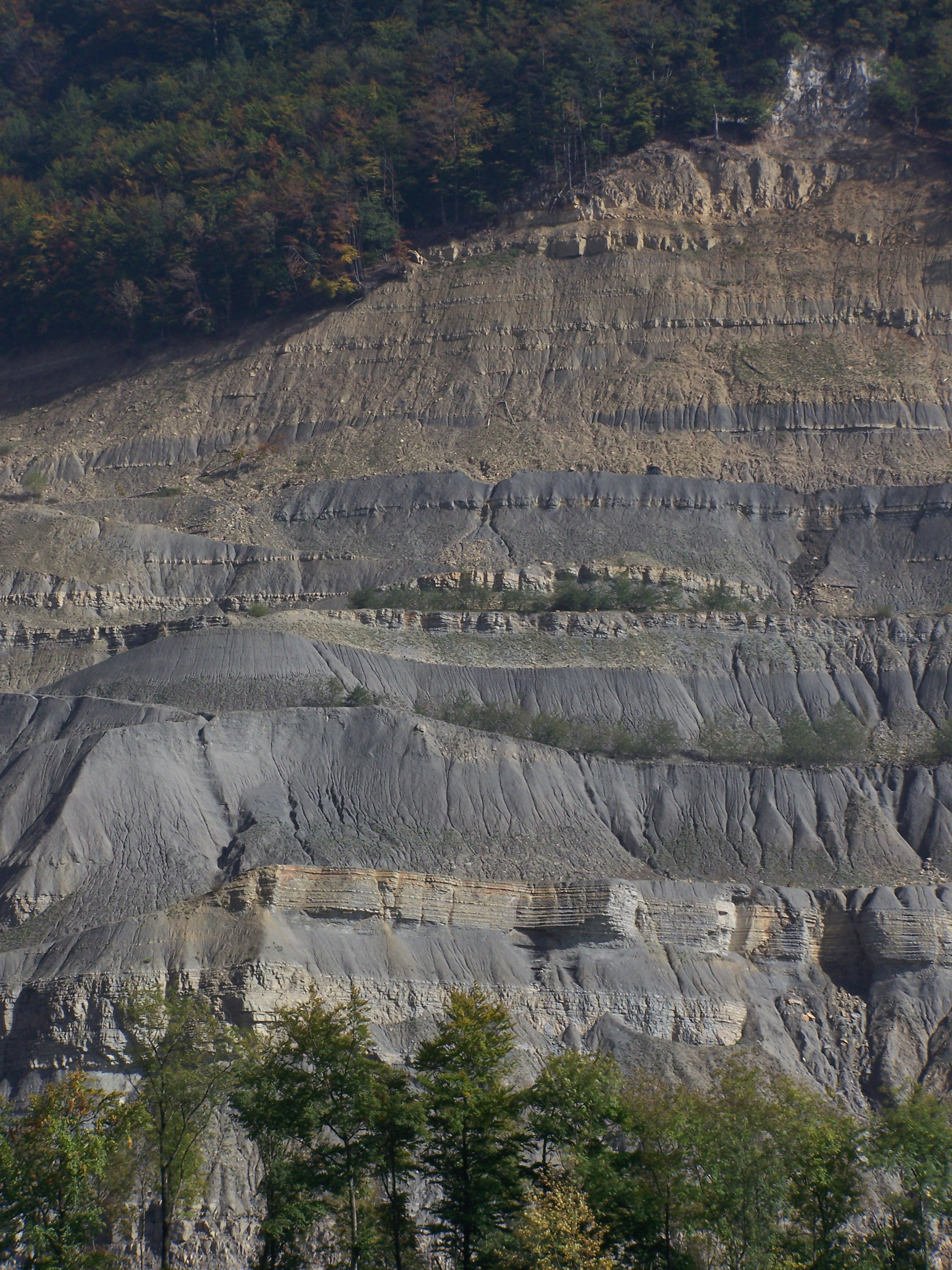
Formation marno-calcaire du Jurassique supérieur à Péry-Reuchenette, près de Tavannes dans le canton de Berne, en Suisse. Ces sédiments cycliques montrent des alternances de calcaires (plus clairs et en relief) et de marnes. Le cycle dominant a ici une durée de 200000 ans.

Les formations ou « séries » marno-calcaires sont des formations géologiques sédimentaires très courantes. Elles désignent des alternances régulières de deux roches : des marnes et des calcaires, montrant un caractère de sédimentation cyclique.
Les formations marno-calcaires sont particulièrement intéressantes en géologie du fait de la continuité et de la rythmicité de leur sédimentation.

## Caractéristiques
Les formations marno-calcaires se sont généralement déposées en milieu marin ouvert, relativement peu profond, favorable au développement des faunes et flores marines. Leurs nombreux fossiles sont ainsi largement étudiés en biostratigraphie et utilisés pour la définition des stratotypes et Points stratotypiques mondiaux (PSM) de l'échelle des temps géologiques.
Leur sédimentation rythmique en fait aussi des sujets d'études en cyclostratigraphie. Chaque séquence stratigraphique élémentaire est composée d’une couche marneuse et de la couche calcaire lui succédant. Les différents cycles sédimentaires sont dus aux variations climatiques liées aux variations périodiques des paramètres orbitaux de la Terre . Ces variations astronomiques peuvent ainsi être enregistrés et interprétés. Leur empilement permet de définir plusieurs ordres de séquences de dépôt, attribuables aux variations des différents paramètres astronomiques terrestres, qui doivent être datés ensuite par la biostratigraphie et la radiochronologie.

## Exemples
Exemples pour la période Jurassique :
- le Pliensbachien du Jebel Bou Rharraf dans l'Haut Atlas oriental du Maroc
- le Toarcien du Poitou[2] ;
- le Toarcien et l'Aalénien de la région du Point Stratotypique Mondial (PSM) de la base de l'Aalénien dans la cordillère ibérique (nord-est de la province espagnole de Guadalajara en Espagne)[3] ;
- l'Oxfordien du seuil du Poitou[4] ;
- le Kimméridgien du Jura suisse et du sud des Alpes françaises (Drôme, Hautes-Alpes et Alpes-de-Haute-Provence)[5].

## Terminologie
Le terme marno-calcaire ne doit pas être confondu avec celui de « marne calcaire », nom impropre parfois donné au calcaire argileux (qui est une roche).